# Jean-Yves Cuendet
Jean-Yves Cuendet, né le 20 février 1970 au Sentier, est un ancien athlète du combiné nordique suisse.
Il débuta en 1991. Aux Jeux olympiques de 1994, il remporta la médaille de bronze dans l'épreuve par équipe en compagnie d'Andreas Schaad et d'Hippolyt Kempf. Il se retira après les Jeux de Nagano 1998.

## Palmarès

### Jeux olympiques d'hiver
- Jeux olympiques de 1994 à Lillehammer (Norvège) :
  -  Médaille de bronze par équipe.

### Championnats du monde
- Championnats du monde de 1995 à Thunder Bay (Canada) :
  -  Médaille de bronze par équipe.

### Coupe du monde
- Meilleur classement général : 8e en 1993.
- 1 podium : 1 troisième place.